# Minociclina
La  minociclina  è un antibiotico ad ampio spettro appartenente alla classe delle tetracicline. Differisce dagli altri composti di questa classe per avere una minore solubilità e quindi una maggiore durata d'azione, che consente inoltre una maggiore penetrabilità in tessuti quali cervello e prostata.

## Indicazioni
Viene utilizzato come terapia contro infezioni generiche ed acne volgare, mostrando un tasso di effetti collaterali leggermente inferiore rispetto ad altri antibiotici utilizzati allo scopo. Viene inoltre utilizzato in diverse infezioni cutanee.
Ha la capacità di svolgere funzioni immuno regolatrici, ed è stato perciò sperimentato nel trattamento di alcune patologie come l'artrite reumatoide e l'asma dove ha mostrato una parziale efficacia. 
Degli studi recenti inoltre l'hanno sperimentata come trattamento aggiuntivo ad un antidepressivo per la cura della depressione maggiore e del disturbo bipolare, mostrando una buona efficacia. Altri studi ne hanno evidenziato le proprietà neuro protettive e l'efficacia nei confronti di alcune patologie neurodegenerative come Huntington, complicanze neurologiche dell'AIDS e Parkinson e l'efficacia come trattamento aggiuntivo agli antipsicotici nel corso della schizofrenia. Un altro studio ha trovato che la somministrazione del composto ad un dosaggio di 200 mg al giorno per cinque giorni, entro 24 ore da un evento ischemico, migliora significativamente il decorso della malattia. 
Tale proprietà terapeutica si crede sia dovuta alla sua capacità di interferire con i processi infiammatori.
Recentemente uno studio condotto da un team di ricercatori, guidato dall’Università di Cambridge e dal King’s College di Londra, ha dimostrato come, sugli animali (ratti nello specifico), la Minociclina possa essere usata per ritardare e/o bloccare la calcificazione delle arterie, andando a bloccare l'enzima PARP (enzima utilizzato dalla cellula per riparare danni al DNA, ma con un ruolo molto importante nel processo di calcificazione delle arterie dove i suoi prodotti, chiamati PAR, vengono rilasciati dalle cellule una volta morte e si legano ai sali di calcio andando a deporsi a livello delle arterie e causando quindi la successiva calcificazione). Sì aspettano prossimi sviluppi con i test sull'uomo che dovrebbero iniziare entro 12-18 mesi.

## Controindicazioni
Da non somministrare in caso di gravidanza e ipersensibilità nota al farmaco.

## Effetti collaterali
Fra gli effetti collaterali più frequenti si riscontrano disfagia, ematuria, vertigini, orticaria, cefalea, nausea, diarrea, anoressia, candida albicans. È un tasso di effetti collaterali di tipo centrale leggermente più elevato rispetto agli altri farmaci di questa classe, ad esempio di vertigini.
Sono segnalati casi di DRESS (drug rash with eosinophilia and systemic symptoms) in seguito ad uso di Minociclina per acne vulgaris.